# Gerard Beuvink
Gerhardus (Gerard) Johannes Beuvink (Losser, 21 september 1902 – Nijmegen, 14 februari 1970) was een Nederlandse politieambtenaar die zich tijdens de Tweede Wereldoorlog verzette tegen de Duitse bezetters.
Vanaf het moment dat Nederland betrokken werd in de Tweede Wereldoorlog, heeft veldwachter Gerard Beuvink zich actief en passief verzet tegen de Duitsers. Met gevaar voor zijn eigen leven en dat van zijn gezin hielp hij veel onderduikers aan veilige adressen en verschafte hen onder meer vervalste persoonsbewijzen, kleding en geld. Ook sloeg hij in zijn woning wapentuig op, dat hij bestemde voor verschillende verzetsgroepen. In deze activiteiten werd hij geholpen door zijn echtgenote Truus Beuvink - Wensing. Een belangrijke rol speelde hij in 1943 als contactadres voor geheim agenten, die in de omgeving van Grave werden gedropt om de Zendgroep Barbara op te zetten. Nadat geheim agent Pieter Hoekman uit Urk door verraad van Nederlanders op 6 november 1943 in Keent door de Duitse Wehrmacht werd doodgeschoten, moest Beuvink tot aan de bevrijding op 17 september 1944 onderduiken. Zijn echtgenote werd gearresteerd en in Kamp Haaren en Kamp Vught door de Sicherheitsdienst verhoord. Zij zou geen woord loslaten.

## Vooroorlogse jaren

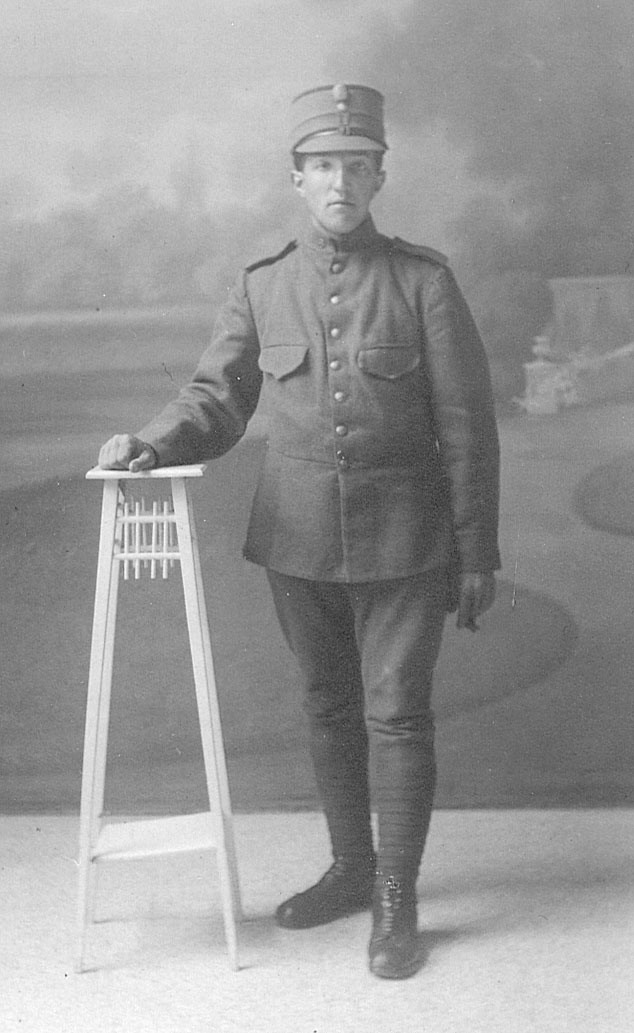
Gerard Beuvink in 1921 als lid van het Regiment Wielrijders

Gerard Beuvink werd geboren in Losser als zoon van Herman Beuvink en Trui (Geertruida) Nijland. Hij was de oudste zoon in een gezin met twee zonen en vier dochters. Zijn vader werkte als textielarbeider en had daarnaast een keuterboerderijtje. Na de lagere school ging Beuvink ook werken in een textielfabriek.
Zijn militaire dienstplicht vervulde hij in 1921 als loteling (lot nr. 45) bij het Regiment Wielrijders in Den Bosch. Na zijn militaire diensttijd ging hij weer terug naar zijn oude werkgever in Losser, waar hij na enkele jaren van baan veranderde. Van maart 1928 tot juni 1932 werkte hij als nachtwaker in dienst van de gemeente Losser, waaraan tevens de functie van onbezoldigd gemeenteveldwachter verbonden was. 
Op 8 mei 1930 trouwde hij in Oldenzaal met dorpsgenote J.H.M. (Truus) Wensing en zij stichtten uiteindelijk een groot gezin met zes zonen en een dochter. Later kwam daar nog een pleegdochter bij. Op 29 juni 1932 werd hij door burgemeester Van Hovel tot Westerflier aangesteld als veldwachter in de gemeente Escharen en tot en met 1 maart 1943 in de gemeente Grave.

## Beuvinks verzetswerk voor Zendgroep Barbara
Het Englandspiel had van maart 1942 tot april 1944 grote schade toegebracht aan het inlichtingenwerk van het Bureau Inlichtingen (BI) in Londen. Het BI werkte nauw samen met de Engelse Secret Intelligence Service (SIS). Om de nadelige effecten van dat Englandspiel te omzeilen, onderkende BI midden 1943 de noodzaak om een nieuwe zendgroep in Nederland op te richten, waaraan de naam 'Barbara' gegeven werd. De organisator en leider van de Zendgroep Barbara was de agent Garrelt van Borssum Buisman.
In september '43 kwam het bericht vanuit BI om een contactadres in de buurt van Grave te zoeken. Volgens de Royal Air Force was de omgeving van Grave de beste plaats om de geheim agenten Bram Grisnigt en Pieter Hoekman neer te laten en er werd besloten contact te zoeken met Beuvink om hierin te assisteren, zie ook de verklaring uit 1946 van Dr. J.M. Somer, hoofd BI.

#### Het konijntje staat op de kast
Het eerste contact tussen Beuvink en Van Borssum Buisman verliep allesbehalve voorspoedig. Beuvink weigerde aanvankelijk elke medewerking; hij legde de nodige terughoudendheid aan de dag, omdat hij niet zeker wist met wie hij van doen had. Het gesprek tussen beiden vond plaats in de deuropening en toen Beuvink de voordeur dicht wilde doen, zette Van Borssum Buisman als laatste redmiddel zijn voet tussen de deur. Hij zag in de gang een kastje staan met daarop een stoffen konijntje en in een spontane ingeving zei hij tegen Beuvink: "Luister zaterdag naar Radio Oranje naar de zin Het konijntje staat op de kast". Nu was het zaak voor Van Borssum Buisman om dit bericht zo snel mogelijk in Londen te krijgen. Mede dankzij telegrafist Henk Letteboer, met wie hij in Londen was opgeleid en in juni 1943 in Noord-Nederland was gedropt, lukte dat: op die bewuste zaterdagavond hoorde Van Borssum Buisman op zijn logeeradres in Oss het bericht van de nieuwslezer uit Londen. De volgende dag werd hij door veldwachter Beuvink als een vorst binnengehaald en werden er na lange gesprekken afspraken gemaakt over de eerstvolgende dropping van agenten.

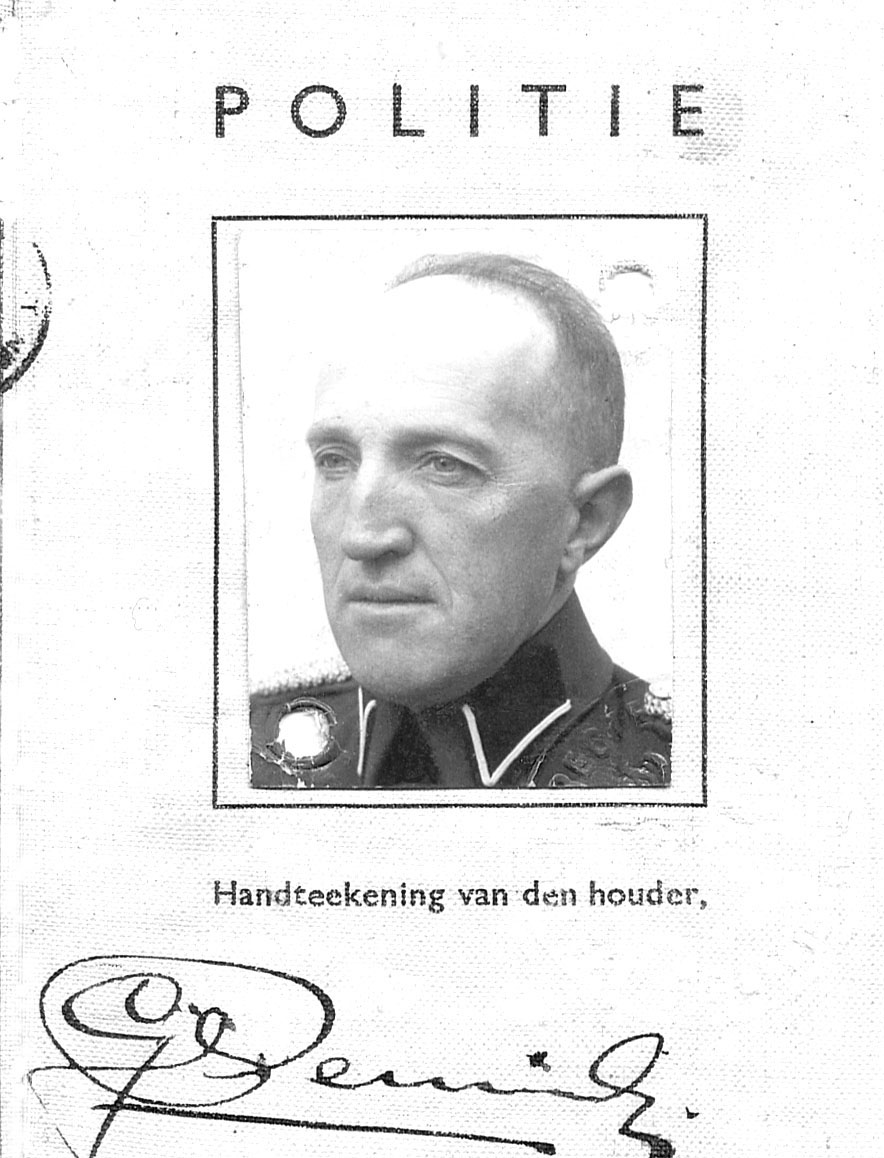
Politie legitimatiebewijs van Gerard Beuvink

#### De eerste dropping
Op de late avond van zaterdag 19 september 1943 vertrokken vier Halifaxvliegtuigen van het 161e squadron vanaf de Royal Air Force vliegbasis Tempsford in Engeland richting Nederland. In een van die toestellen zaten de geheim agenten Pieter Hoekman en Bram Grisnigt (over de oorlogstijd van Grisnigt is in 2016 een boek verschenen). Hoekman en Grisnigt zouden in de buurt van Escharen worden neergelaten, maar door een navigatiefout kwamen zij in Beugen aan de grond, dus zo'n 20 kilometer uit de koers (op deze landingsplaats is in 2003 een monument opgericht ). Helaas voor hen kwam hun container met onder andere zendapparatuur buiten hun bereik neer. Zij kwamen er spoedig achter dat zij niet op de afgesproken plaats waren neergelaten. Geholpen door de bevolking van Beugen wisten beide agenten reeds de volgende dag het contactadres bij de familie Beuvink te bereiken. Zij meldden zich bij Beuvink onder hun schuilnamen Piet Zeelenberg (voor Piet Hoekman) en Abraham Poot (voor Bram Grisnigt) en vertelden dat zij een deel van hun bagage in Beugen hadden achtergelaten, omdat deze te zwaar was. Beuvink is diezelfde dag met beide agenten naar Beugen teruggegaan, waar bleek dat de container met zendapparatuur ondertussen verdwenen was. Onverrichter zake keerden zij terug naar Escharen. Op 21 september ontving Beuvink een bericht van Opperwachtmeester der Koninklijke Marechaussee Frans Driessen uit St. Anthonis (Beuvink onderhield veel contact met Driessen vanwege hun beider ondergrondse activiteiten), waaruit op te maken was dat container met zendapparatuur terecht was. Garrelt van Borssum Buisman zat inmiddels in huize Beuvink op de beide geheim agenten te wachten, die van hem verdere instructies ontvingen. Bij hun vertrek nodigde Beuvink beide mannen uit nog eens terug te komen als ze daar behoefte aan hadden.

#### De tweede dropping
In de eerste week van oktober 1943 bereikte Beuvink een verzoek van de Nederlandse regering in Londen middels een contactman met de schuilnaam 'Wim'. Het ging om het onderbrengen van een van de twee agenten, die in Malden waren gedropt. Dit was te midden van Duitse militairen, die daar op dat moment een oefening hielden. De lokale bevolking verleende weinig hulp aan de agenten, omdat men zich stoorde aan het lawaai van die oefening en blijkbaar dacht dat de dropping bij de oefening hoorde. Ook de Duitsers begrepen de landing niet goed en omdat zij geen opdracht kregen te vuren op de twee agenten, gebeurde er niets. Door deze verwarring konden beiden uit handen van de Duitsers blijven. Agent Wim Schreinemachers ging direct naar Eindhoven zonder zich bij Beuvink in Escharen te vervoegen. De andere agent, Jos van Alebeek, wist het huis van zijn zuster te bereiken, maar van daaruit moest hij verder geholpen worden. Beuvink was te zeer bekend bij de bevolking aldaar, zodat hij zijn vrouw verzocht naar Malden te gaan. Zij wist contact te leggen met Van Alebeek. Omdat hij zijn zendapparatuur en zijn reisgezel was kwijtgeraakt, verzocht hij mevrouw Beuvink om hem in contact te brengen met "De Meester" (Van Borssum Buisman). Beuvink heeft later het contact tot stand gebracht en Van Alebeek is nog enkele dagen bij Beuvink in huis gebleven, waarna hij met onbekende bestemming is vertrokken. De Duitsers hebben later zijn zender gevonden. In Den Haag werd door de contraspionagedienst van de Gestapo onder leiding van Joseph Schreieder geprobeerd om via deze radiozender een nieuw contraspionagespel te spelen. Hetgeen mislukte.

#### De derde dropping
In de nacht van 5 op 6 november 1943 rond 23.00 uur sprongen de geheim agenten Marinus Verhage (schuilnaam 'Seimen') en Jan Diesfeldt (schuilnaam 'Van den Heuvel') uit een Halifax van het 161e Squadron boven het gehucht Keent bij Grave. In die nacht hing er een zware mistbank over de landingsplaats. Nadat een container met zendinstallatie en levensmiddelen gedropt was, sprongen beide agenten. Nu was het zaak de container te zoeken, die op zo'n 600 meter van de landingsplaats was neergekomen, vlak bij de boerderij van de familie Zwartjes aan de Kapelstraat 1 te Keent. Vanwege de dichte mist konden zij de container niet vinden. Omdat hun koffers met zendapparatuur en bijbehorend materiaal te zwaar waren om meteen mee te nemen, besloten beide agenten contact te maken met de familie Zwartjes en werd afgesproken dat ze later zouden terugkomen om het materiaal op te halen. Het was van belang om BI zo snel mogelijk te laten weten dat ze goed waren aangekomen. Daarom gingen beide agenten op zoek naar hun schuiladres bij Beuvink, waar zij de volgende dag na een nachtelijke sluiptocht om half vijf 's morgens arriveerden. Beuvink is daarop direct met beide agenten per fiets terug gegaan naar Keent om de koffers op te halen. Toen zij een tweede keer teruggingen, zagen zij de container liggen op zo'n 100 meter afstand van de boerderij van Zwartjes. Vanwege het opkomend daglicht zou het te gevaarlijk zijn om de drie bussen uit de container op de fiets naar Escharen te brengen, werd met de familie Zwartjes afgesproken dat ze hiervoor 's avonds rond tien uur zouden terugkomen. In de loop van de middag van 6 november kwamen de agenten Hoekman en Grisnigt bij Beuvink op bezoek, gebruik makend van een eerdere uitnodiging en zij besloten de nieuw aangekomen agenten verder op weg te helpen. Hun onaangekondigde bezoek aan Beuvink was louter toeval, waardoor er gelijktijdig vier geheime agenten bij Beuvink thuis waren, wat op zichzelf een gevaarlijke situatie was. Omdat Verhage nog last had van luchtziekte, bood Hoekman aan om 's avonds samen met Beuvink en Diesfeldt het materiaal in Keent op te halen. Opperwachtmeester Driessen deed 's avonds dienst ter hoogte van de Generaal De Bonskazerne en hoorde daar van de Duitse wachtcommandant dat er Duitse soldaten naar de boerderij in Keent waren gegaan. Driessen belde zo snel mogelijk met het huis van Beuvink, maar de drie waren kort tevoren vertrokken. Een poging van echtgenote Truus en agenten Verhage en Grisnigt om hen per fiets in te halen liep op niets uit, zodat men toen wist dat zij in de val zouden lopen. In de ochtend van 6 november werd er in Keent veel gesproken over het vliegtuig dat die nacht zo laag was overgevlogen. Een pro-Duitse jachtopziener en veldwachter gingen op onderzoek uit en kwamen uit bij de boerderij van Zwartjes. Onder druk vertelt Zwartjes de gehele toedracht, niet wetende dat de veldwachter en jachtopziener naar de Ortskommandantur in de Generaal De Bonskazerne zouden gaan om het hele verhaal aan de Duitsers te vertellen. Een van hen ontvangt vijftig gulden bloedgeld voor deze tip.
Als Beuvink met de geheim agenten Hoekman en Diesfeldt bij de boerderij van Zwartjes aankomt, weten ze niet dat twee Duitse Wehrmacht soldaten in de boerderij post gevat hebben. Beuvink blijft buiten wachten en de agenten gaan naar binnen. Tot hun schrik kijken ze in de lopen van Duitse geweren. Ze worden onder schot gehouden en gefouilleerd op wapenbezit. Op het moment dat de ene Duitser voor de loop van de andere liep, grijpt Pieter Hoekman de andere Duitser en er ontstaat een worsteling.
In het proces-verbaal van 19 oktober 1944 verklaren de directe getuigen Johannes Zwartjes en Theodorus Albertus Zwartjes dat Hoekman gedurende de worsteling door de borst geschoten werd, dientengevolge de lamp werd geraakt en uitging. Hoekman viel kermend op de grond en Diesfeldt ontvluchtte de kamer. Nadat de lamp door de Duitsers opnieuw ontstoken werd, bleek Hoekman volgens Zwartjes nog in leven. Toen ook de Duitse soldaten dit bemerkten, schoot een van hen Hoekman door het hoofd.
Op 4 mei 1945 schreef Veldwachter Beuvink in een rapport, gericht aan het hoofd van BI in Wassenaar, onder meer over de schietpartij in Keent. Hij rapporteerde dat hij een doffe knal hoorde toen Hoekman en Diesfeldt enige minuten binnen waren, wat tot de gedachte leidde dat Zwartjes hen de containers niet wilde overhandigen. Beuvink riep Hoekman en Diesfeldt daarom van buiten toe er geen ruzie over te maken. Nauwelijks had hij dit geroepen, toen een tweede knal volgde.
De Duitsers namen het stoffelijk overschot van Hoekman mee naar een onbekende plaats. De familie van Hoekman in Urk bleef hierover tot na de bevrijding in onzekerheid. Beuvink heeft hiernaar tevergeefs naspeuringen verricht en bezocht de familie Hoekman in Urk direct na de bevrijding om het negatieve resultaat mede te delen. Pas later komt men te weten dat Pieter Hoekman in Vught is gecremeerd. In april 2018 is een monument opgericht ter nagedachtenis aan Hoekman, op het erf van de boerderij van Zwartjes in Keent. In Urk is een straat naar hem vernoemd.

## Beuvink duikt onder

### Vluchten naar Escharen
Toen Diesfeldt uit de woning kwam vluchten zei hij Beuvink dat Hoekman door de Duitsers was doodgeschoten. In zijn vlucht kon Diesfeldt zijn fiets niet meer bereiken, omdat hij door de Duitse soldaten achterna werd gezeten, maar dankzij de duisternis kon hij buiten bereik blijven. Beuvink reed zo hard hij kon naar Escharen om daar de twee agenten te waarschuwen. De fietsen van Hoekman en Diesfelt bleven dus bij de boerderij achter, maar in de banden stond aan de binnenkant de naam 'G.P van de Burgt' vermeld, de smid in Escharen. Dat was het adres waar de banden afgeleverd moesten worden, nadat ze tevoren gevulkaniseerd waren. De Wehrmacht had beide fietsen meegenomen. Thuisgekomen werden de agenten Verhage en Gristnigt door de pastoorsmeid Marie van Schadewijk direct ondergebracht in de boerderij van Piet Cruijsen aan de Beersemaasweg. De volgende ochtend tegen negen uur kwam Diesfeldt in Escharen aan. Het was zondag en de kerkgangers waren op weg naar huis. Daar verscheen een doorweekte Diesfeldt, die het riviertje De Raam was overgezwommen om contacten met Duitsers of Duitsgezinde Nederlanders te vermijden. Beuvink stuurde hem meteen door naar Piet Cruijsen, waar de beide andere agenten reeds waren. De volgende dag ging Grisnigt naar Zeist, terwijl Diesfeldt en Verhage nog enkele dagen bij de familie Cruijsen bleven. Omdat er in Escharen over de geheime agenten werd gefluisterd, moesten zij ook snel weg en werden met een roeiboot bij Gassel over de Maas gezet en vervolgens ondergebracht bij de familie Siegers in Dukenburg.

### Inval Gestapo
Enige dagen later kreeg Beuvink te horen dat de hele zaak Keent verraden werk was. Hij kon er dus op rekenen dat de Duitsers hem vandaag of morgen op het spoor zouden komen. Gelukkig hebben zij bij de fietsen niets verdachts ontdekt. De Duitsers namen aan dat Beuvink en Diesfeldt in de richting van Oss waren vertrokken en dat het om Nederlandse soldaten ging, die tijdens de mobilisatie vanuit Berghem vaker in Keent kwamen. Het duurde nog tot 14 juli 1944, voordat de Gestapo van zich liet horen. Het was kwart over één in de middag en de uitzending van Radio Oranje was net afgelopen, toen de Duitser Willy Johansen en de Nederlander J.B. Fouré in hun grijze Opel bij het huis van Beuvink arriveerden. Beuvink deed de deur open en beide heren vertelden dat ze kwamen in verband met een auto-ongeval in Langenboom. Beuvink was die dag om 12.00 uur thuis gekomen van zijn dienst in Langenboom en wist niets van een auto-ongeluk. Op dat moment realiseerde hij zich dat hij op de zwarte lijst stond en dus elk moment opgepakt kon worden. Hij vertrouwde de zaak niet, maar liet Johansen en Fouré vriendelijk binnen. Ze zeiden dat Beuvink beter in burger kon gaan om argwaan bij in Escharen te vermijden. Hij maakte stommelgeluiden op de trap om te veinzen dat hij zich ging omkleden. Hij maakte van die gelegenheid gebruik om door de achterdeur zijn huis te verlaten, over de kerkmuur te klimmen en over de dijk in het roggeveld langs de Raam te verdwijnen. Intussen kwam ene Piet Gerrits uit Mill aan de deur. Deze Gerrits was de schoonzoon van politieman Van Dijk uit Mill en lid van de knokploeg Brabant-Oost. Hij wilde de veldwachter spreken. Mevrouw Beuvink onderkende onmiddellijk de precaire situatie en vertelde Piet Gerrits dat de handschoenen niet gevonden waren. Dat codebericht moest voor hem een seintje zijn om te vertrekken. Maar de twee heren in huis riepen Gerrits binnen en roken onraad. Mevrouw Beuvink, die de vlucht van haar man gezien had, wist Johansen en Fouré lang genoeg aan het lijntje te houden door koffie te maken van gebrande gerst en ze aan de praat te houden. Ondertussen kon Beuvink zich in veiligheid brengen. Op zijn vlucht kwam Beuvink zijn dorpsgenoot Cor Verbruggen op de fiets tegen. Om snel uit de voeten te kunnen, vorderde Beuvink min of meer de fiets van Verbruggen. Beuvink is daarop naar Tongelaar gereden en is daar ondergedoken bij C. Willems, de bedrijfsleider van een fruitkwekerij. Opperwachtmeester Driessen heeft Beuvink kort daarop opgehaald en hem ondergebracht bij de familie Kempen in Ledeacker. Toen hij daar echter werd herkend door iemand uit Escharen, moest hij weer snel naar een ander onderduikadres. Opperwachtmeester Driessen zorgde er toen voor dat hij kon onderduiken bij Nelissen, de boswachter op het landgoed Ossenbroek onder Beers. Dat was voor beiden bekend terrein, omdat daar vaak met de politiehonden werd getraind. Of Beuvink tot het einde van de oorlog op Ossenbroek bleef ondergedoken, is niet bekend.

## Arrestatie echtgenote Truus Beuvink-Wensing

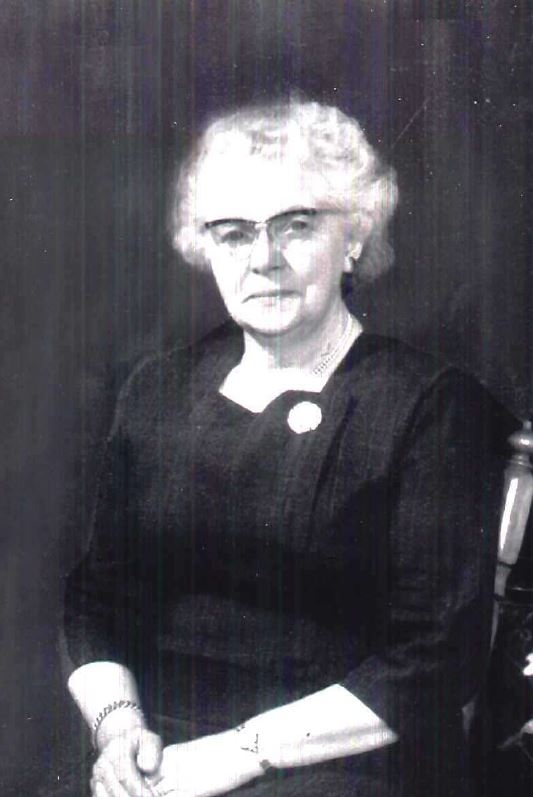
Echtgenote Truus Beuvink-Wensing

Toen de Duitsers erachter kwamen dat Gerard Beuvink vertrokken was, hebben zij het hele huis doorzocht en ten slotte hebben zij 's middags om tien over vier echtgenote Truus Beuvink - Wensing gearresteerd, terwijl hun pleegdochter ziek in bed lag. Ondanks alles had zij haar pleegdochter nog instructies doorgegeven voor de oudste zoon Herman, die toen 11 jaar oud was. Door zorg van derden werden mej. Willems wonende op Kasteel Tongelaar, de dochter van bovengenoemde C. Willems en de zuster van mevrouw Beuvink bereid gevonden voor de kinderen te zorgen. Ook Piet Gerrits werd door de Duitsers meegenomen. Op het moment van de arrestatie was er nog een onderduiker in huize Beuvink (de zoon van Prof. Pompe uit Utrecht), die op het toilet zat toen Johansen en Fouré binnenkwamen. Hij werd razendsnel door zoon Herman het huis uit gewerkt en door hem op een ander onderduikadres werd afgeleverd. Omdat Herman te veel wist van de ondergrondse activiteiten van zijn ouders, moest hij weg uit Escharen en werd door de zorg van dorpsgenoot Albert Cruijsen naar Oldenzaal gebracht en in juli 1945 door geheim agent W. Schreinemachers weer teruggebracht naar Escharen.
Mevrouw Beuvink werd overgebracht naar Kamp Haaren, waar ze gedurende twee weken aan verhoren werd onderworpen. Deze verhoren stonden onder leiding van SD-Hauptscharführer Heinrich Kurt Otto Haubrock. De Sicherheitsdienst wilde natuurlijk graag weten welke rol Beuvink en zijn vrouw speelden bij de hulpverlening aan geheim agenten, die vanuit Engeland in Nederland werden gedropt. Mevrouw Beuvink heeft categorisch alles ontkend en is daarna overgebracht naar het concentratiekamp in Vught, waar zij van 28 juli tot 17 augustus is verhoord, maar ook daar liet zij geen woord los. Daarna keerde zij weer terug naar Haaren en in het proces-verbaal van Haubrock staat te lezen: "...Frau Beuving stritt alles ab. Sie wollte keinen von den in ihrer Wohnung gestierten Para-Agenten kennen. Sie wollte nicht einmal wahr haben, dass bei ihr auf der Schranke ein ausgestopftes Kaninchen steht - 'Het konijn staat op de kast' - Ich habe sie am 17 August 1944 - einen Tag before ich in Urlaub nach Deutschland fuhr - aus der Haft entlassen, ohne irgendeine Genehmigung dazu einzuholen".
Bij haar vrijlating liet Haubrock nog weten dat Beuvink direct door de Sichareheitsdienst zou zijn doodgeschoten, als zij hem te pakken zouden krijgen. In een verslaglegging van 16 juni 1953 laat mevrouw Beuvink weten dat zij het vermoeden had dat Houbrock haar had vrijgelaten met de bedoeling haar na enige tijd weer te arresteren, zodat zij haar man's verblijfplaats wist en hij zodoende zowel Gerard Beuvink als zijn vrouw in handen had. Dat vermoeden bleek juist: na haar vrijlating werd mevrouw Beuvink nog geregeld geschaduwd door de Sicherheitsdienst om op die manier achter de verblijfplaats van Beuvink te komen.

## Naoorlogse jaren
Direct na de bevrijding van Escharen in september 1944 heeft Gerard Beuvink zich in verbinding gesteld met de burgemeester van Overasselt om de verraders van Keent te arresteren. Op 26 september 1946 dienden zij zich te verantwoorden voor het Bijzonder Gerechtshof in Arnhem en werden veroordeeld tot 12 jaar gevangenisstraf, zo blijkt uit berichtgeving in de De Noord-Ooster van vrijdag 27 september 1946.
Tijdens zijn verblijf in de strafgevangenis te Scheveningen in de periode 1945-1946 is Otto Haubrock verhoord door Beuvink en Opperwachtmeester Driessen. Tijdens dit verhoor bekende Haubrock erop uit te zijn geweest echtgenote Truus Beuvink-Wensing voor een tweede maal te arresteren, om zodoende niet alleen de hand te leggen op Gerard Beuvink, maar ook op Opperwachtmeester Driessen en anderen met wie Beuvink en zijn echtgenote samenwerkten. Haubrock bekende ook dat dit doel niet bereikt was ten gevolge van de Engelse luchtlandingen ten tijde van Operatie Market Garden op 17 september 1944.
Op 1 april 1946 vertrekt Beuvink voor enkele maanden als postcommandant naar Volkel om op 15 juni daaropvolgend verplaatst te worden naar de Noord-Brabantse plaats Zeeland, waar hij als opperwachtmeester der Rijkspolitie tot zijn pensioen is blijven werken. Met zijn gezin verhuist hij dan definitief naar Zeeland.
Gerard Beuvink overlijdt op 14 februari 1970 te Nijmegen, nadat zijn echtgenote kort tevoren op 24 april 1969 te Rosmalen was overleden.

## Toekenning van het Bronzen Kruis
Bij Koninklijk Besluit (KB) van 2 januari 1950 werd hem het Bronzen Kruis toegekend. Zijne Koninklijke Hoogheid Prins Bernhard heeft hem op 19 juni van dat jaar deze onderscheiding opgespeld tijdens een plechtigheid in de Ridderzaal te Den Haag in aanwezigheid van vele prominenten, onder wie Dr. Willem Drees. Generaal Eisenhouwer heeft Beuvink een dankbetuiging gestuurd, die echter in ongerede is geraakt.

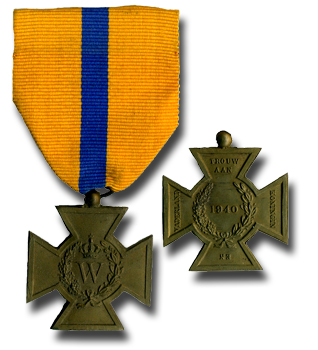
Bronzen Kruis
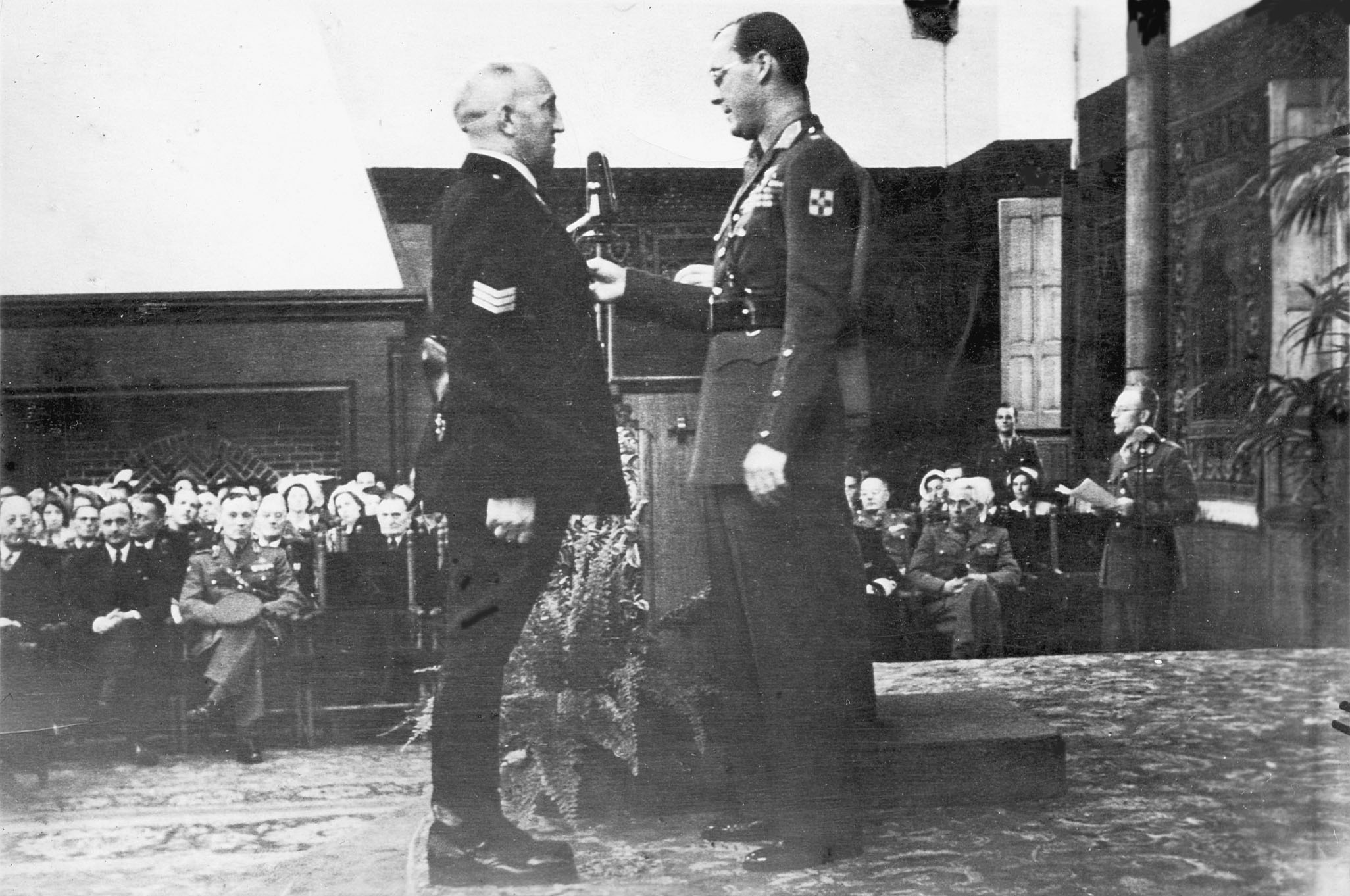
Beuvink ontvangt het Bronzen Kruis op 2 januari 1950 uit handen van Z.K.H. Prins Bernhard

## Rehabilitatie
Ondanks de onderscheiding met het Bronzen Kruis heeft er jaren lang een smet gerust op de naam Beuvink. Sinds de oorlogsjaren ging het gerucht dat de veldwachter Duitse soldaten naar de verblijfplaats van een Nederlandse geheim agent zou hebben geleid. Onderzoek van kolonel b.d. der Koninklijke Marechaussee Jan Timmermans uit Grave heeft geleid tot ontkrachting van dit gerucht. Na het horen van verschillende getuigen en gedegen literatuuronderzoek is Timmermans tot de conclusie gekomen dat niet Beuvink, maar zijn collega en een pro-Duitse jachtopziener de geheim agent verraden hebben. De inspanningen van Timmermans hebben ervoor gezorgd dat Gerard Beuvink 65 jaar na dato is gerehabiliteerd en middels een plaquette wordt geëerd in het dorpshuis bij de Escharense kerk, Dit is de plaats waar vroeger de woning van Gerard Beuvink stond.
De plaquette is onthuld op 18 september 2005 door Engelandvaarder en geheim agent Bram Grisnigt.
Op 1 januari 2025 werd het grootste oorlogsarchief "Oorlog voor de rechter" openbaar gemaakt. Na de oorlog zijn ±425.000 personen onderzocht binnen de bijzondere rechtspleging op verdenking van collaboratie. Niet iedereen kwam voor een rechter of werd veroordeeld. Gerard Beuvink is opgenomen in deze lijst als mogelijke collaboreur. Zijn zaak is destijds afgehandeld door een speciale openbaar aanklager. Het is nog niet bekend of Beuvink schuldig of onschuldig is bevonden. Anno januari 2025 is eventueel bewijs nog niet openbaar maar ligt al wel ter inzage in het Nationaal Archief in Den Haag.